# Oleg Czuchleba
Oleg Nikołajewicz Czuchleba (ros. Олег Николаевич Чухлеба; ur. 5 listopada 1967, Kazachska SRR) – kazachski piłkarz, grający na pozycji obrońcy, a wcześniej pomocnika lub napastnika. Posiada również obywatelstwo rosyjskie.

## Kariera piłkarska

### Kariera klubowa
Karierę piłkarską rozpoczął w klubie Dinamo Ałma-Ata, skąd przeszedł najpierw do Metallista Petropawł, a w październiku 1990 do Kajratu Ałma-Ata. 27 marca 1992 roku w składzie Zorii Ługańsk debiutował w Wyszczej Lidze w meczu z Naftowykiem Ochtyrka (3:0). Latem 1992 przeszedł do Dnipra Dniepropetrowsk. Na początku 1994 wyjechał do Rosji, gdzie bronił barw klubów Łada Togliatti i Lokomotiw Niżny Nowogród. W 1997 został piłkarzem Jelimaja Semipałatyńsk. W 1999 przeniósł się do Access-Jesila Petropawł, w którym pełnił funkcję kapitana drużyny. W 2000 bronił barw drugoligowej Wołny Kaliningrad, po czym powrócił do Kazachstanu. Rok występował w Jelimaju Semipałatyńsk. Zakończył karierę piłkarską w klubie Jesil-Bogatyr Petropawł. Po zakończeniu kariery z rodziną wyjechał na stałe do Królewca.

### Kariera reprezentacyjna
W 1997 był powoływany do reprezentacji Kazachstanu. Jednak nie rozegrał żadnego spotkania, a po meczu towarzyskim z Chinami (0:3) został wygnany z reprezentacji przez naruszenie dyscypliny sportowej.

## Sukcesy i odznaczenia

### Sukcesy klubowe
- wicemistrz Ukrainy: 1993
- wicemistrz Pierwoj dywizji Rosji: 1995
- brązowy medalista Pierwoj dywizji Rosji: 1998, 1999
- mistrz Kazachstanu: 1998
- wicemistrz Kazachstanu: 1999, 2000
- finalista Pucharu Kazachstanu: 2000